# I Never Told You
I Never Told You é o 2º single do segundo álbum da cantora pop, Colbie Caillat, Breakthrough.
A canção foi lançada no dia 16 de fevereiro de 2010 nos Estados Unidos e até agora apenas apareceu na posição #15 no Hot Adult Pop Songs, da Billboard.
A canção está na trilha sonora internacional da telenovela Araguaia como tema dos personagens Janaina (Suzana Pires) e Fred (Raphael Viana).

## Charts
| Chart (2009–2010)                | Melhor posição |
| -------------------------------- | -------------- |
| Billboard Hot 100                | 48             |
| Billboard Hot Adult Contemporary | 15             |
| Billboard Hot Adult Pop Songs    | 3              |